# Digitaria phaeotrix
Digitaria phaeotrix är en gräsart som först beskrevs av Carl Bernhard von Trinius, och fick sitt nu gällande namn av Parodi. Digitaria phaeotrix ingår i släktet fingerhirser, och familjen gräs. Inga underarter finns listade i Catalogue of Life.